# Altomünster
Altomünster est une municipalité (Marktgemeinde) allemande de Bavière située dans l'arrondissement de Dachau. La commune compte un peu plus de 7 000 habitants. Elle s'est formée autour de l'abbaye d'Altomünster fondée par saint Alton (Alto en allemand) vers 750.
Le nom de la commune résume ce fait : Alto est le prénom du saint et Münster signifie monastère.

## Écoles
La Grund- und Mittelschule à Altomünster (Bavière) est l’école partenaire de Comenius depuis octobre 2011. L’école primaire de Flesselles (France) et la "Primary School" à Crook (Angleterre) sont déclarées comme partenaires d’école. Le sujet "Healthy Active Citizens Across Europe" est choisi comme programme.

## Personnalités liées à la commune
- Leopold Paasch (1912-1988), compositeur allemand y est mort.